# Martten Kaldvee
Martten Kaldvee (* 30. April 1986 in Tallinn) ist ein ehemaliger estnischer Skilangläufer und Biathlet.

## Karriere
Er ist der Sohn des Biathleten Urmas Kaldvee, zurzeit Student und lebt in Tallinn. Im Skilanglauf war er vor allem zwischen 2004 und 2006 aktiv und startete hier für Sportclub Nõmme. Höhepunkte waren hier der Einsatz in einem 15-Kilometer-Rennen des Skilanglauf-Weltcups in Otepää, in dem der Este 56. wurde, und die Nordische-Ski-Junioren-Weltmeisterschaft 2005 in Rovaniemi. Er wurde in drei Rennen eingesetzt und belegte die Ränge 70 in der Verfolgung, 42 im Sprint und 63 im 10-Kilometer-Rennen.
Biathlon betrieb Kaldvee seit 2001. Er wurde von Tonu Pääsuke trainiert und trat für den Sportclub Biathlon an. Ab 2005 gehörte er zum Nationalkader seines Landes. Die ersten internationalen Rennen bestritt er 2008 in Langdorf im Rahmen des Biathlon-Europacups. Höhepunkt der Saison wurden die Biathlon-Europameisterschaften 2008 in Nové Město na Moravě. Kaldvee belegte im Einzel den 71., im Sprint den 72. und mit der Staffel den 14. Platz. Im Sommer startete der Este bei den Sommerbiathlon-Weltmeisterschaften 2008 in der Haute-Maurienne und erreichte dort die Ränge 33 im Sprint und 34 in der Verfolgung der Wettbewerbe auf Skirollern. Sein Debüt im Biathlon-Weltcup gab er zum Auftakt der Saison 2008/09 im Sprint von Östersund, wo er den 102. Platz belegte. In der Folgezeit konnte er sich ständig verbessern. Kaldvee wurde 45. im Einzel im Rahmen der Biathlon-Weltmeisterschaften 2009 von Pyeongchang. Im Staffelwettbewerb konnte er als Startläufer mit Indrek Tobreluts, Kauri Kõiv und Roland Lessing auf den 14. Platz laufen. Sein bestes Resultat im Rahmen des Weltcups erreichte er 2010 in Oberhof als er unter widrigsten Bedingungen mit nur einem Schießfehler im Sprint den 7. Platz erreichte. Es war sowohl der erste Punktgewinn als auch die erste Platzierung unter den besten Zehn. An den Olympischen Winterspielen 2010 in Vancouver nahm Kaldvee teil. Sein bestes Resultat war Platz 74 im Sprint. Nach den Wettbewerben in Vancouver startete Kaldvee bei den Biathlon-Europameisterschaften 2010 im heimischen Otepää. Im Einzelwettbewerb wurde er 17. Im Verfolgungswettbewerb verbesserte er sich nach Platz 40 im Sprint auf den 33. Platz. Mit der estnischen Staffel wurde er Achter.
Im September 2010 erklärte Kaldvee aufgrund mangelnder finanzieller Unterstützung durch den estnischen Verband überraschend seinen Rücktritt vom aktiven Leistungssport.

## Weltcupstatistik
Die Tabelle zeigt alle Platzierungen (je nach Austragungsjahr einschließlich Olympische Spiele und Weltmeisterschaften).
- 1.–3. Platz: Anzahl der Podiumsplatzierungen
- Top 10: Anzahl der Platzierungen unter den ersten zehn (einschließlich Podium)
- Punkteränge: Anzahl der Platzierungen innerhalb der Punkteränge (einschließlich Podium und Top 10)
- Starts: Anzahl gelaufener Rennen in der jeweiligen Disziplin
- Staffel: inklusive Mixed- und Single-Mixed-Staffeln

| Platzierung         | Einzel | Sprint | Verfolgung | Massenstart | Staffel | Gesamt |
| ------------------- | ------ | ------ | ---------- | ----------- | ------- | ------ |
| 1. Platz            |        |        |            |             |         |        |
| 2. Platz            |        |        |            |             |         |        |
| 3. Platz            |        |        |            |             |         |        |
| Top 10              |        | 1      |            |             |         | 1      |
| Punkteränge         |        | 1      |            |             | 6       | 7      |
| Starts              | 6      | 9      |            |             | 7       | 22     |
| Stand: Karriereende |        |        |            |             |         |        |